# Grupo abeliano topológico
En matemáticas, un grupo abeliano topológico, como su propio nombre indica, es un grupo topológico que también es un grupo abeliano.
Es decir, es a la vez un grupo y un espacio topológico, de manera que las operaciones del grupo son continuas y la operación binaria del grupo es conmutativa.
La teoría de los grupos topológicos se aplica también a los grupos abelianos topológicos, que dado en particular su carácter de localmente compactos, se utilizan mucho en análisis armónico.